# Élie Cartan
Élie Joseph Cartan (Dolomieu, 9. travnja 1869. – Pariz, 6. svibnja 1951.), francuski matematičar
Bio je profesor na sveučilištima u Montpellieru, Lyonu, Nancyju i pariškoj Sorbonni. Dao je doprinos diferencijalnoj geometriji, osobito teoriji Liejevih grupa i siemtričnih Riemannovih prostora. 